# Krwiak

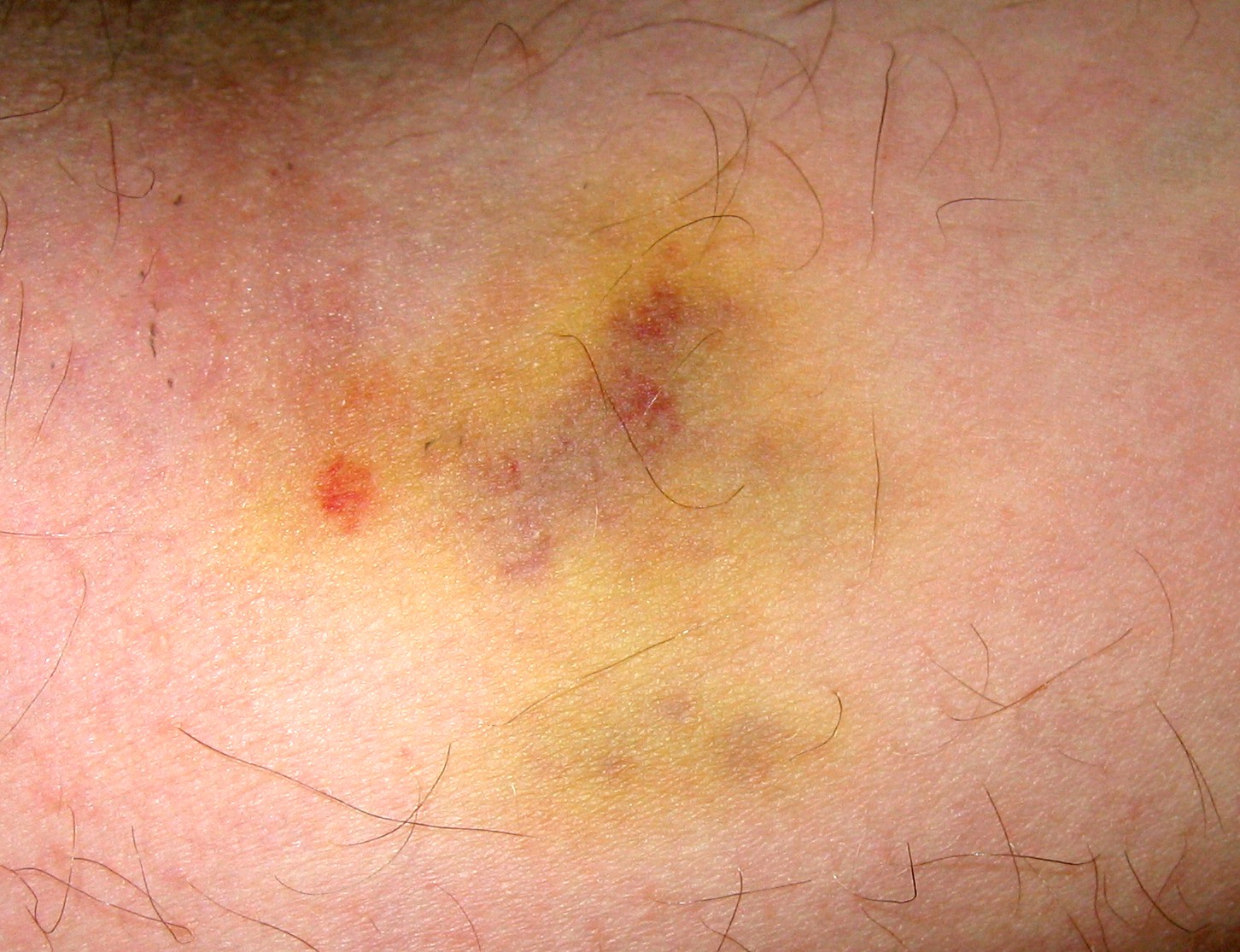
Krwiak w dołku łokciowym, 9 dni po pobraniu krwi

Krwiak (łac. haematoma) – lokalne nagromadzenie się krwi, opuszczającej uszkodzone naczynia krwionośne, w podskórnych lub śródtkankowych zbiornikach w obrębie różnych struktur tkankowych, rozległy wylew krwi do tkanki. 
Krwiak występuje w przypadkach, kiedy wynaczyniona krew rozpycha i uciska tkanki, nie powodując ich uszkodzenia. Krwiak jest zjawiskiem pospolicie znanym i w ogromnej większości przypadków niegroźnym, gdyż z powodu swojej znikomej wielkości łatwo ulega resorpcji. Zmienia on swoją barwę od czerwonej przez siną do brunatnożółtej, aż znika bez śladu. Zmiana barwy jest związana z rozkładem hemoglobiny zawartej w wynaczynionych krwinkach czerwonych. 
Podbiegnięcie krwawe (łac. sugillatio), („siniak”) również powstaje wskutek wypływu krwi z uszkodzonych naczyń, jednak w odróżnieniu od krwiaka, krew nasącza tkanki (najczęściej, tak jak i naczynia, zmiażdżone w wyniku uderzenia) na podobieństwo gąbki, nie gromadząc się w powstałych lokalnie zbiornikach. Siniec zmienia barwy tak samo i w wyniku tych samych procesów jak krwiak. 
W badaniu palpacyjnym krwiaka niezbyt głęboko umiejscowionego, inaczej niż sińca (podbiegnięcia krwawego), wyczuwalne jest pod palcami lokalne, ograniczone zgrubienie. Przy większych krwiakach występuje czasem objaw chełbotania – można wyczuć przelewanie się krwi w zamkniętym zbiorniku. Sińce z reguły nie wystają ponad powierzchnię otaczającej skóry, zaś ich uciskanie nie pozwala wyczuć chełbotania, jedynie - przy rozległych siniakach – trzeszczenie i ciastowatą konsystencję przypominającą gąbkę. 
Przyczyna krwiaka (oraz sińca) może być urazowa, jatrogenna, albo wynikająca z zaburzeń hemostazy, np. w hemofilii. Niebezpieczną lokalizacją krwiaków jest ośrodkowy układ nerwowy.
Do powikłań krwiaka należy krwotok, zakażenie, ucisk na sąsiednie narządy.
Szczególnymi odmianami krwiaka są:
- krwiak tętniący
- krwiak podokostnowy
- krwiak śródczaszkowy
  - krwiak nadtwardówkowy
  - krwiak podtwardówkowy
  - krwotok podpajęczynówkowy
- krwiak podpaznokciowy
- krwiak opłucnej.

## Klasyfikacja ICD10
| kod ICD10     | nazwa choroby                                   |
| ------------- | ----------------------------------------------- |
| ICD-10: T14.0 | Powierzchniowy uraz nieokreślonej okolicy ciała |
| ICD-10: T00.9 | Liczne powierzchowne urazy, nieokreślone        |
| ICD-10: M79.8 | Inne określone choroby tkanek miękkich          |